# 新島村立式根島小学校
新島村立式根島小学校（にいじまそんりつしきねじましょうがっこう）は、東京都新島村式根島にある公立小学校。通称は式小（しきしょう）。

## 沿革
出典：
- 1903年（明治36年）9月1日 - 新島尋常高等小学校式根島分教場として開校。
- 1910年（明治43年）10月18日 - 式根島尋常小学校開校。
- 1911年（明治44年）6月 - 現在地に移転。
- 1931年（昭和6年）4月1日 - 式根島尋常小学校開設。
- 1938年（昭和13年）8月 - 校庭拡張。
- 1941年（昭和16年）4月1日 - 国民学校令により、式根島国民学校と改称。
- 1947年（昭和22年）4月1日 - 学制改革により、新島本村立式根島小学校と改称。
- 1949年（昭和24年）7月6日 - PTA設立総会開催。
- 1954年（昭和29年）4月21日 - 新校舎落成。
- 1956年（昭和31年）2月21日 - 校庭石垣完成。
- 1964年（昭和39年）4月1日 - 講堂移築。
- 1966年（昭和41年）10月18日 - 現校旗・校歌制定。
- 1970年（昭和45年）4月1日 - 学校給食開始。
- 1971年（昭和46年）7月1日 - 全校文集「うみの子」1号発行。
- 1972年（昭和47年）3月31日 - 理科室と音楽室が完成。
- 1976年（昭和51年）4月21日 - 体育館落成。
- 1978年（昭和53年）4月5日 - 現校舎落成。
- 1980年（昭和55年）11月16日 - 開校70周年記念行事開催。
- 1985年（昭和60年）10月8日 - 校庭北側通用門改修。
- 1986年（昭和61年）11月22日 - 開島100周年記念行事開催。
- 1988年（昭和63年）1月16日 - 校庭に古電柱で遊具設置。
- 1989年（平成元年）4月21日 - 校庭外周フェンス改修工事完了。
- 1990年（平成2年）
  - 2月17日 - 全校文集「うみの子」50号発行。
  - 10月17日 - 開校80周年記念行事開催。
- 1991年（平成3年）4月1日 - 新学校給食センター完成。
- 1992年（平成4年）
  - 4月1日 - 新島本村の改称により、新島村立式根島小学校と改称。
  - 10月5日 - 体育館改修工事完了。
- 1995年（平成7年）9月12日 - 渡り廊下改築工事完了。
- 1996年（平成8年）
  - 10月19日 - 体育館緞帳電動化工事完了。
  - 10月23日 - グランドピアノ寄贈。
- 1999年（平成11年）7月22日 - インターネット開通。
- 2000年（平成12年）10月23日 - 体育館改修工事完了。
- 2001年（平成13年）
  - 1月16日 - 開校90周年記念行事開催。
  - 10月31日 - 校舎およびフェンス改修工事完了。
- 2003年（平成15年）2月25日 - 陶芸小屋改修工事完了。
- 2008年（平成20年）
  - 7月9日 - 陶芸窯設置完了。
  - 11月27日 - 陶芸窯使用開始。
- 2010年（平成22年）
  - 8月24日 - 校舎裏駐車場完成。
  - 9月30日 - 体育館の耐震工事と校庭の芝生化工事が完了。
  - 10月18日 - 開校記念パレード開催。
  - 10月30日 - 創立百周年記念式典挙行。
  - 11月1日 - 創立百周年記念祝賀会開催。
- 2011年（平成23年）10月2日 - 教室空調設備設置。
- 2015年（平成27年）
  - 1月13日 - 鳥飼育小屋建て替え工事完了。
  - 12月1日 - 太陽光発電装置設置。
- 2017年（平成29年）1月31日 - 図書館・図工室・理科家庭科室への空調設備設置が完了。
- 2020年（令和2年）
  - 3月2日 - 新型コロナウイルス感染症予防に係る臨時休校を実施（同月25日まで）。
  - 4月9日 - 2度目の臨時休校を実施（5月31日まで）。
  - 12月24日 - GIGAスクール構想により、1人1台の端末（タブレット）納入。
- 2021年（令和3年）
  - 7月15日 - 東京オリンピック聖火リレー実施（式根島会場）。
  - 10月18日 - 開校110周年記念集会を開催。
  - 11月6日 - 第1回島の子発表会開催。
- 2022年（令和4年）4月26日 - 小中合同学園活動実施。

## 教育目標
「ふるさと式根島を愛し、心身ともにたくましい子供」（中学校と共通）
- すすんで学び考える児童（問題解決力）
- 思いやりのある児童（人間関係形成力）
- あきらめずやりぬく児童（実践力）

出典：

## 学区
- 新島村式根島

## 進学先の中学校
- 新島村立式根島中学校

## 周辺
島中心部に位置する。
- 東京都道237号式根島循環線
- 式根島郵便局 - 都道237号線をはさんだ向かいに位置する。
- 新島村立式根島保育園 - 進学前保育園
- 新島村立式根島中学校
- 国民健康保険式根島診療所

## アクセス
- 式根野伏港より、学校正門まで、
  - 連絡船「にしき」発着場所から、徒歩約15分（約950m）。
  - 東海汽船（高速船・大型船）のりばから、徒歩約18分（1.2km弱）。

なお、野伏港船客待合所までは徒歩約15分（約980m）。